# Georg Timber-Trattnig
Georg Timber-Trattnig (* 14. August 1966 in Wolfsberg; † 25. Januar 2000 in Sankt Veit an der Glan) war ein österreichischer Autor, Grafiker, Musiker, bildender und multimedialer Künstler. Er schrieb vor allem Theaterstücke.

## Biographie
Trattnig wuchs in Klagenfurt auf. Schon früh zeigte sich seine künstlerische Begabung sowohl in der Musik als auch im Malen und Zeichnen. Er war Gründungsmitglied und Bassist der österreichischen Indie-Rockband Naked Lunch, schrieb die Liedtexte und entwarf Cover-Artworks zu deren ersten beiden Alben. Außerdem schrieb er Texte für Künstler wie Ludwig Hirsch, Ulli Bäer, Stella Jones, Nika, Vienna Lusthouse und Alexander Bisenz. Seit 1988 arbeitete er als freier Schriftsteller. In diese Zeit fielen seine ersten literarischen Veröffentlichungen. Nach dem Ausstieg bei Naked Lunch widmete er sich vollständig der Schriftstellerei, wenngleich er auch bis zu seinem Tode immer wieder in anderen Medien wie Bildende Kunst, Songtexte und Musicals tätig war. Ab 1998 konzentrierte er sich vor allem auf das Theater.
Er hinterließ über zwanzig Theaterstücke, von denen einige zu seinen Lebenszeiten aufgeführt wurden. Das Robert-Musil-Institut / Kärntner Literaturarchiv der Universität Klagenfurt, das den Nachlass Timber-Trattnigs aufbewahrt, hat unter dem Titel „Schrei mich zurück in mein innerstes All“ einen umfangreichen Band mit Stücken, Prosa, Lyrik und Grafiken sowie einer Biografie und einer literaturwissenschaftlichen Einordnung der Theaterstücke herausgegeben.

## Veröffentlichungen/Literatur
- Georg Timber-Trattnig: Schrei mich zurück in mein innerstes All. Texte und Grafiken – Eine Auswahl. Hrsg. Von Walter Fanta und Reinhard Gaschler im Auftrag des  Robert-Musil-Instituts/Kärntner Literaturarchivs der Universität Klagenfurt. Edition Meerauge, Klagenfurt 2012, ISBN 978-3-7084-0422-6